# Listár Nikolett
Listár Nikolett (Székesfehérvár, 1983. december 6. –) magyar atléta, rövidtávfutó, fő számai 100m, 200m.
Listár Nikolett 1997-ben akkori, általános iskolai testnevelő tanárának és igazgatójának, Kis Károlynak az unszolására kezdett el atletizálni, aki számos versenyre elvitte a kiváló sprintert. Igazi felfedezőjének mégis Hirt Károlyt, az Alba Regi Atletikai Klub elnökét lehet nevezni, aki 5. osztályban tanította testnevelésre a rakoncátlan nebulót. Akkor még nem engedett a kiváló szakember kérésének, mivel a szülei túl fiatalnak tartották ahhoz, hogy ingázzon lakhelye (Moha), iskolája (Iszkaszentgyörgy) és edzéshelye (Székesfehérvár) között.
Idővel a szülők is belátták, hogy engedni kell a sport irányába lányukat és, így 1997 júniusában megkezdte Varga Tamás kiváló edzőnél a felkészülést, aminek eredményeképpen a szeptemberben megrendezett tatabányai serdülő bajnokságon fölényes győzelemmel nyerte a 100 és 300 m-t és bekerül a serdülő válogatott csapatba is. Innen évről évre szebbnél szebb sikereket ért el edzőjével, akivel egészen visszavonulásáig együtt dolgozott.
- Egyesülete: Alba Régia Atlétikai Klub (ARAK), Székesfehérvár
- Edzője: Varga Tamás
- Egyéni legjobbjai:
  - 100m: 11.71 (Izmir, 2005)
  - 200m: 23.19 (Erfurt, 2005)

| Évszám | Verseny                                        | Hely      | Versenyszám | Eredmény | Megjegyzés |
| ------ | ---------------------------------------------- | --------- | ----------- | -------- | ---------- |
| 2008   | Fedettpályás világbajnokság                    | Valencia  | 400 m       | 15.      |            |
| 2005   | Universiade                                    | İzmir     | 100 m       | 3.       |            |
| 2005   | Universiade                                    | İzmir     | 200 m       | 8.       |            |
| 2005   | 2005-ös U23-as atlétikai Európa-bajnokság      | Erfurt    | 200 m       | 2.       | U-23 NR    |
| 2005   | 2005-ös U23-as atlétikai Európa-bajnokság      | Erfurt    | 100 m       | 9.       |            |
| 2004   | 2004-es fedett pályás atlétikai világbajnokság | Budapest  | 200 m       | 10.      | U-23 NR    |
| 2003   | 2003-as U23-as atlétikai Európa-bajnokság      | Bydgoszcz | 200 m       | 6.       |            |
| 2002   | Junior világbajnokság                          | Jamaica   | 200 m       | 10.      |            |
| 2002   | Junior világbajnokság                          | Jamaica   | 100 m       | 17.      |            |